# Selva montana guineana
La selva montana guineana es una ecorregión de la ecozona afrotropical, definida por WWF, que se extiende por las zonas montañosas de África occidental.
Forma parte, junto con la selva guineana oriental y la selva guineana occidental de tierras bajas, de la región denominada selva húmeda guineana, incluida en la lista Global 200.

## Descripción
Es una ecorregión de selva lluviosa que ocupa 31.100 kilómetros cuadrados en diversos macizos montañosos de Costa de Marfil, Guinea, Liberia y Sierra Leona: los montes Loma y Tingi en Sierra Leona, los macizos de Simandú, Ziama y Futa Yallon en Guinea, el monte Dutova en Liberia, el monte Peko y el macizo de Man en Costa de Marfil, y el monte Nimba, en la frontera entre Liberia, Guinea y Costa de Marfil.
La región se eleva sobre el mosaico de selva y sabana de Guinea, en el norte, y la selva guineana occidental de tierras bajas, en el sur.

## Endemismos
Se conocen treinta y cinco especies vegetales endémicas y quince de vertebrados; algunas de ellas están restringidas a un solo macizo montañoso, como la orquídea Rhipidoglossum paucifolium y el sapo Nimbaphrynoides occidentalis del monte Nimba.

## Estado de conservación
En peligro crítico. La situación actual no es clara debido a las continuas guerras civiles en la región.

## Protección
La reserva natural integral del Monte Nimba, en Costa de Marfil y Guinea, ha sido declarada Patrimonio de la Humanidad por la Unesco.